# Wirtschaft Israels
Die Wirtschaft des Staates Israel ist eine technologisch sehr fortgeschrittene Volkswirtschaft mit einem Staatsanteil von 40 %. Gemessen am Bruttoinlandsprodukt nahm sie im Jahre 2023 den 27. Rang weltweit ein.

## Allgemeines
Israel ist ein hoch entwickelter Industriestaat und Mitglied der OECD. Es hat den höchsten Lebensstandard im Nahen Osten und den fünfthöchsten in Asien.
Der bedeutendste Arbeitgeber ist der öffentliche Dienst, in dem 33 % der israelischen Arbeitnehmer beschäftigt sind. In der Industrie arbeiten 17 %, in Tourismus, Handel und Finanzen 20 %; 28 % sind in anderen Bereichen (Dienstleistungen usw.) tätig.
2016 nahm Israel beim Index der menschlichen Entwicklung den 20. Platz der 188 der untersuchten Länder ein und zählt zur Kategorie der „sehr hoch entwickelten Staaten“.
In einigen Wirtschaftszweigen (vor allem Militär, Finanzen und Technik) gehört Israel zu den weltweiten Marktführern.
Im Global Competitiveness Index, der die Wettbewerbsfähigkeit eines Landes misst, belegt Israel Platz 16 von 137 Ländern (Stand 2017–2018).
Im Index für wirtschaftliche Freiheit belegt Israel 2018 Platz 31 von 180 Ländern.

## Wirtschaftsdaten
- BIP:
  - $ 390,7 Milliarden (Total, 2019) (34.)[8]
  - $ 291 Milliarden (KKP) (55.)
  - $ 43.199 (BIP/Einw. (nominal, 2019)) (26.)[8]
  - $ 35.658 (BIP/Einw. (KKP)) (24.)
- Index der menschlichen Entwicklung: 0,899 (19.) (2015)[6]
- Währung: 1 Neuer Israelischer Schekel (ILS) = 100 Agorot
- Arbeitslosigkeit: 4,2 % (2019)[8][9]
- Staatshaushalt: 117 Milliarden US-Dollar (Ausgaben), (2019).[10][11]
- Staatsverschuldung: 151,3 Milliarden US-Dollar (78,0 % des BIP) (2009).
- Staatsausgaben:
  - Gesundheit:[12] 8,0 %
  - Bildung:[11] 5,9 % (2009)
  - Militär:[11] 7,4 % (2012)
- Inflation: 0,5 % (2018)[9]
- Gini-Koeffizient: 42.8 (2013; geschätzt)[11]
- Zahlungsbilanz: + 4,2 Milliarden US-Dollar

## Wirtschaftsgeschichte

### Vor der Staatsgründung
Die Geschichte der israelischen Wirtschaft beginnt bereits vor der ersten Einwanderungswelle in den 1880er Jahren.
Im Jahre 1857 ließ der in London lebende Jude Sir Moses Montefiore eine 18 Meter hohe Windmühle mit einer kleinen Siedlung aus 20 Häusern außerhalb der Stadtmauer Jerusalems errichten und schuf damit eine wichtige Lebensgrundlage der jüdischen Bevölkerung. Diese Ansiedlung liegt im heutigen Jerusalemer Stadtviertel Mishkenot Sha’ananim. Die Mühle gab den Bewohnern der Siedlung Arbeit und machte die jüdischen Einwohner Jerusalems unabhängiger.
1870 wurde auf Initiative von Charles Netters die Mikwe Israel, die älteste jüdische Landwirtschaftsschule in Palästina gegründet.
Wesentlichen Auftrieb erhielt die wirtschaftliche Entwicklung vor und zwischen den Weltkriegen. In dieser Zeit entstanden erste vorstaatliche Wirtschafts- und Sozialstrukturen. Kollektive, kooperative und gemeinschaftliche Unternehmen und Einrichtungen spielten entsprechend der sozialistisch-zionistischen Ideologie eine große Rolle. Sie bestanden vor allem in den landwirtschaftlichen und industriellen Unternehmen der Kibbuzim, den landwirtschaftlichen Moschawim sowie den Transportkooperativen. Damals wurden die Weichen für eine stark interventionistische Wirtschaftsstruktur gestellt.
1930 begann die von Mose Nowomeisky gegründete Gesellschaft Palestine Potash Company mit der Gewinnung von Kalisalz aus dem nördlichen Toten Meer. 1931 wurde von der Palestine Cooperation von dem aus einer englisch-jüdischen Familie stammenden Sir Robert Waley Cohen das King David Hotel in Jerusalem eröffnet. 1935 wurde das staatlich nicht legitimierte Exchange Bureau for Securities von der Anglo-Palestine Bank gemeinsam mit anderen Banken und Brokern gegründet, aus dem 1953 die Tel Aviv Stock Exchange, die Börse Israels wurde.
Bis Mitte der dreißiger Jahre waren jüdische und arabische Wirtschaftsstrukturen miteinander verknüpft. Erst der arabische Aufruf zum Boykott der jüdischen Wirtschaft von 1936 zwang den Jischuw, die jüdischen Einwohner des britischen Mandatgebietes in Palästina, eigenständige Strukturen zu entwickeln.

### Nach der Staatsgründung
Zum Zeitpunkt der Unabhängigkeit befand sich das Land in einer wirtschaftlich schwierigen Lage; die Volkswirtschaft stand einer außergewöhnlich großen Zahl an Hinderlichkeiten gegenüber:
- Ein perforiertes, von Frontlinien begrenztes Staatsgebiet, weit entfernt von den weltweiten Wirtschaftszentren,
- ein ausgeprägter Mangel an fruchtbarem Ackerland, Wasser, Bodenschätzen und fossilen Energieträgern,
- eine kleine Bevölkerung, die dem Aufbau einer auf Massenproduktion ausgelegten Industrie entgegenstand,
- die Wirtschaftsblockade der arabischen Nachbarstaaten, die Handelsbeziehungen in der Region unterband,
- eine Verkehrsinfrastruktur, die nicht der Bevölkerungsverteilung des neuen Staates entsprach,
- ein traditionell hohes Handelsbilanzdefizit, folglich eine hohe Abhängigkeit von ausländischem Kapital,
- ein anhaltend hoher Kapitalbedarf für den Aufbau einer eigenen Industrie, aber auch für Unterbringung, Versorgung und Umschulung der Neueinwanderer,
- der ungelöste Konflikt mit den Nachbarstaaten und die Belastung der Volkswirtschaft durch hohe Verteidigungsausgaben.

Mit der Staatsgründung sahen die Führungen der zionistischen Parteien die Chance, einen lebensfähigen jüdischen Staat mit den Kenntnissen und Vorstellungen der jüdischen Einwanderer aus der Diaspora zu etablieren. Es waren nicht nur Theodor Herzls Ideen aus seinen Büchern „Der Judenstaat“ und „Altneuland“, die den Charakter der Wirtschaft des jüdischen Staates prägen sollten, sondern vielmehr die Vorstellungen der zu jener Zeit stärksten politischen Strömung, die sich in der sozialistischen Partei Mapai unter David Ben-Gurion sammelte. Diese vertrat das Konzept des Mamlachtijut (hebräisch für Staatlichkeit). Im Konsens mit den anderen politischen Strömungen verfolgten sie das Ziel, ein modernes Wirtschaftssystem mit regulierendem Staatsinterventionismus und kooperativen Strukturen, aber auch mit geschütztem Privateigentum und Unternehmertum zu errichten.
Nach der Unabhängigkeitserklärung befand sich Israel in sehr schwierigen wirtschaftlichen Verhältnissen. Das Land verfügte über keine nennenswerten Rohstoffvorkommen und war ein Agrarstaat ohne nennenswerte bzw. unterbrochener Infrastruktur. Nach dem gewonnenen Unabhängigkeitskrieg gegen die Staaten Ägypten, Syrien, Transjordanien, Saudi-Arabien und den Libanon war Israel von feindlichen Ländern umgeben. Der Boykott Israels durch die Arabische Liga erstreckte sich nicht nur auf den neugegründeten Staat, sondern wurde auch auf nicht-israelische Unternehmen angewendet, welche in Israel Handel treiben wollten.
Die wirtschaftliche Entwicklung nach der Staatsgründung hatte hauptsächlich mit den vier großen Problemkreisen zu tun, um den Anforderungen eines modernen Staatswesens gerecht werden: Die Aufrechterhaltung der nationalen Sicherheit, die bis zu 25 % des Bruttoinlandsprodukts kostete, die Eingliederung einer großen Zahl von Einwanderern, die Schaffung einer modernen Infrastruktur und der Aufbau einer öffentlichen Verwaltung.
Israels wirtschaftliche Entwicklung lässt sich bis heute in vier große Perioden einteilen: 1948 bis 1967 war gekennzeichnet von der Gründung, Konsolidierung und einem rapiden Wachstum der Wirtschaft. In der zweiten Phase von 1967 bis 1989 waren eine Ausdehnung und Verlagerung israelischer Wirtschaftsstrukturen sowie eine massive Inflation bestimmend. In der dritten Periode von 1989 bis 2005 erfolgte ein auf die Globalisierung orientierter Struktur- und Systemwandel mit einem auf dem Technologiesektor basierendem Wirtschaftswachstum, aber auch einer tiefen Wirtschaftskrise. Die vierte Phase seit 2006 ist von einer Etablierung als High-Tech-Nation gekennzeichnet, aber auch von sozialen Spannungen.

#### Von der Rationierung zur Entwicklungsökonomie (1948–1967)
Bis 1952 hatte die israelische Wirtschaft zwei Hauptaufgaben zu erfüllen: Einerseits die Versorgung der Bevölkerung mit den Gütern des Grundbedarfs und die Institutionalisierung eines eigenen Wirtschaftssystems. Angesichts des Palästinakrieges von 1948/49 und seiner Folgen und der mehr als 700.000 Neueinwanderer, die 1948–1951 nach Israel kamen, arbeitete die Regierung zunächst nach einem Notstandsprogramm. Mit einer neuen ökonomischen Politik seit Februar 1952 reduzierte die Regierung die Rationierungen und die Preiskontrolle, bestimmte aber weiter die Entwicklungsrichtung der Wirtschaft. Schwerpunkte waren der Ausbau der Landwirtschaft und des Bauwesens zur Versorgung der wachsenden Bevölkerung mit Nahrungsmitteln und Wohnraum. Der Außenhandel wurde durch eine starke Abwertung des israelischen Pfundes, er verlor gegenüber den Dollar die Hälfte seines Wertes, gefördert.
In den ersten Jahren erhielt Israel Wirtschaftshilfe von der Sowjetunion und Polen.
Nachdem die israelische Regierung im Koreakrieg von 1950 bis 1953 eine enge Verbindung zu den USA eingegangen war, verfolgte sie auch die anfangs präferierten sozialistischen Tendenzen weniger stark. Ausländische Direktinvestition wurden staatlich gefördert und durch das Investitionsfördergesetz von 1959 rechtlich geschützt. Diese Maßnahmen führten zu einem wirtschaftlichen Aufschwung.
Am 10. September 1952 schlossen Israel und die Bundesrepublik Deutschland das Luxemburger Abkommen, in dem sich die Bundesrepublik verpflichtete, Israel insgesamt drei Milliarden Deutsche Mark als Entschädigung für die Opfer der Shoa zur Verfügung zu stellen. Dieses Geld konnte Israel ab 1955 zwölf Jahre lang in Form von Waren-, Dienstleistungs- und Fiskaltransfers abrufen. Die Hilfe machte einen großen Teil des israelischen Einkommens aus und reduzierte das erhebliche Außenhandelsdefizit.
Mit der Sueskrise 1954 unterstützten auch Frankreich und das Vereinigte Königreich das Land.
Ab dem Jahre 1956 bekam Israel auch wirtschaftliche Unterstützung aus den Vereinigten Staaten und Kanada. Dazu kamen noch Privatspenden amerikanischer Juden. Der Erlös aus diesen Quellen wurde hauptsächlich für die rasche Industrialisierung des Landes gebraucht. Es entstanden neue Straßen, Städte wurden modernisiert, die Landwirtschaft gefördert, Entsalzungsanlagen gebaut und die Israelischen Verteidigungsstreitkräfte modernisiert.
Nachdem die Grundversorgung gesichert war, wurde die Produktionsbasis nach staatlichen Maßgaben nun insbesondere in der Industrie und im Dienstleistungsbereich erweitert. Besonders notwendig war der Ausbau der Infrastruktur. Neue Betriebe entstanden in dieser Zeit vor allem im staatlichen Sektor, in dem ein erheblicher Teil der Neueinwanderer eine Anstellung fanden. Dagegen entstanden im privaten Sektor eher Kleinbetriebe. Die wachsende Nachfrage belebte die Wirtschaft. Das Bruttosozialprodukt wuchs in den Jahren 1955 bis 1965 durchschnittlich um zehn Prozent jährlich, die Arbeitslosigkeit sank im gleichen Zeitraum von 7,2 auf 3,6 %. Einen schnellen Aufschwung erlebten insbesondere die Textil-, die Lebensmittel-, die Baustoff- und die Elektroindustrie sowie das Schleifen von Rohdiamanten.
Seit dieser Zeit ist Israel weitgehend nicht mehr von Lebensmittelimporten abhängig. Die Textilindustrie wurde nach der Lebensmittelindustrie der zweitgrößte industrielle Wirtschaftszweig des Landes.
Die Regierung schützte die inländische Produktion, einerseits durch Importsubstitutionen und andererseits durch Exportförderungen, womit das permanente Außenhandels- und Zahlungsbilanzdefizit verringert werden sollte. Dieser Wachstumsphase folgte eine Phase der Stagnation mit nur noch geringem Wachstum (1967: 0,2 %, 1968: 2,2 %) und einem Anstieg der Arbeitslosigkeit (1967: 10,4 %).

#### Extensivierung der Wirtschaftsstrukturen (1967–1984)
Der Sechstagekrieg zwischen Israel und seinen arabischen Nachbarn 1967 brachte dem Land einen neuen Wachstumsimpuls. Die von den Israelis eroberten Gebiete ermöglichten den Zugriff auf weitere Ressourcen. Auf den Golanhöhen gab es dringend benötigtes Wasser für die Landwirtschaft. Das Westjordanland bot neue Anbaumöglichkeiten für verschiedene Pflanzen und Bäume und vor dem Gazastreifen gab es ein kleines Gasfeld. Israel dehnte seine Marktbeziehungen schrittweise auf die besetzten Territorien aus. So vergrößerte sich der Absatzmarkt für israelische Produkte ebenso wie die zur Verfügung stehenden Produktionsfaktoren. Palästinensische Arbeitskräfte wurden vor allem in den Wirtschaftsbereichen Landwirtschaft, Bauwesen und Dienstleistungen und da vor allem die Gastronomie in Israel zeitweilig unentbehrlich. Die Anzahl der registrierten palästinensischen Tagesarbeiter in Israel betrug 1970 bereits 20.600 und stieg auf 110.000 zu Beginn der ersten Intifada im Jahre 1987. Schrittweise lagerten israelische Unternehmer einzelne Produktionsabschnitte an palästinensische Subunternehmen aus, besonders in der Textilindustrie und der Lederverarbeitung.
Israels Regierung förderte den Ausbau der rüstungsindustriellen Basis, nachdem Frankreich am 2. Juni 1967, unmittelbar vor Ausbruch des Sechstagekriegs, ein Waffenembargo über den israelischen Staat verhängt hatte. Damit verlor Israel seinen wichtigsten Lieferanten von Rüstungsmaterial, insbesondere für die Luftwaffe. Um die zahlenmäßige Überlegenheit der arabischen Staaten auszugleichen und um bei strategisch wichtigen Waffengattungen die Abhängigkeit von externen Lieferanten zu reduzieren, wurden Eigenentwicklungen initiiert, die bis zu Großgeräten wie Panzer (Magach, Tiran und Merkava) und Flugzeugen (IAI Kfir, IAI Nescher) sowie zu hochleistungsfähigen Systemen v. a. in der Optoelektronik zur Überwachung und Ortung reichten. Israel intensivierte die Weiterentwicklung, um nach dem Überraschungsangriff der arabischen Staaten 1973 eine technologische Überlegenheit zu erzielen.
Die wirtschaftliche Lage Israels geriet aber im Jom-Kippur-Krieg im Oktober 1973 erstmals seit den 1950er Jahren wieder ins Stocken. Der ägyptische Überraschungsangriff traf das unvorbereitete Land mit voller Wucht und die Anstrengungen, die Invasion abzuwehren, waren höher als erwartet.
Die anschließende Ölkrise im Herbst 1973, verursacht durch die Organisation erdölexportierender Länder (OPEC), führte zum Erliegen der israelischen Infrastruktur und zu einem Umdenken, unter anderem wurde nun verstärkt auf Öl aus dem Iran unter Schah Mohammad Reza Pahlavi und auf die Kernenergie gesetzt.
Die Rüstungsindustrie wurde in den 1970er Jahren zum wichtigsten Exportbereich. Mit der Ausweitung der Rüstungsindustrie entstanden neue Beschäftigungsmöglichkeiten in Unternehmen, die zuvor von staatlicher Seite finanziert wurden und sich schnell zu Großbetrieben entwickelten. So sank der Anteil der in den traditionellen Industriezweigen Textil und Bekleidung, Lebensmittel und Lederwaren beschäftigten Personen von 1965 bis 1983 von 38,4 auf 32,2 % und der Anteil der Wertschöpfung dieser Industriezweige von 32,1 auf 20,4 %. Demgegenüber arbeiteten in der Metallverarbeitung, Elektronik und Elektrotechnik sowie in der Chemiewarenindustrie 1965 insgesamt 25,5 und 1983 37,5 % aller Industriebeschäftigten und erbrachten 26,7 % (1965) bzw. 46 % (1983) der industriellen Wertschöpfung.
Mit dem Warenangebot wuchsen auch Umfang und Diversifizierung im Außenhandel. 1960 deckte der Export nur 42,5 % der Importe, 1970 waren es bereits 51,2 und 1980 schließlich 67,4 %. 1975 schloss die Europäische Wirtschaftsgemeinschaft mit Israel als erstem nichteuropäischen Staat ein Freihandelsabkommen ab. Seither entfällt jährlich etwa ein Drittel des Außenhandels Israels auf die Nachbarregion, die zum wichtigsten Markt für israelische Waren und Dienstleistungen geworden ist. 1985 unterzeichnete auch die Regierung der USA mit Israel ein Freihandelsabkommen. Damit hatte der Standort Israel ein Alleinstellungsmerkmal im transatlantischen Beziehungsgefüge.
Die ab 1977 vom konservativ-nationalen Likud geführte Regierung kehrte von der bisherigen Wirtschaftspolitik nicht völlig ab, doch setzte sie mehr auf liberale Ansätze. Mitte der 1980er Jahre stagnierte die Wirtschaft und die Inflation explodierte. Im Zuge der weltpolitischen Umwälzungen war der internationale Rüstungsmarkt eingebrochen. Gestiegene Weltmarktpreise für Rohstoffe, der Abfluss von produktiv verwertbaren Mitteln durch anhaltend hohe Kosten für Militär und Rüstung, Subventionen für die Siedlungspolitik in den besetzten Gebieten sowie die Subventionierung unrentabler Produktionskapazitäten erhöhten das israelische Defizit.
1979 führte die Islamische Revolution zum Abbruch der Beziehungen mit dem Iran, zuvor Öllieferant und Handelspartner Israels. Mit dem Friedensschluss mit Ägypten im selben Jahr kam es jedoch mit Ägypten zum Beginn wirtschaftlicher Kooperation. Seit 1985 bestehen langfristige Gas-Lieferverträge mit Ägypten.
1983 kam es zu einer Aktienkrise, bei der die größten Banken des Landes verstaatlicht wurden. 1984 erreichte die Inflation mit 450 % einen katastrophalen Höhepunkt.

#### Stabilisierungsprogramm (1985)
Das zur Bekämpfung der Inflation 1985 eingeleitete Wirtschaftsstabilisierungsprogramm beinhaltete zum einen eine Währungsreform. Am 4. September 1985 wurde der Neue israelische Schekel (NIS) eingeführt und ersetzte den alten Schekel im Verhältnis 1:1000. Dieser hatte erst am 24. Februar 1980 das Israelische Pfund im Verhältnis 1:10 abgelöst.
Zudem bewirkte eine konzertierte Aktion der Regierung, der Arbeitgeberverbände und der Histadrut einen Preisstopp, die Senkung der Reallöhne und eine restriktive Haushaltspolitik. Das Stabilisierungsprogramm leitete eine Wende ein: Die Inflationsrate lag schon 1987 nur noch bei 20 Prozent.
Die Regierung entschied sich außerdem zu einem Kurs der Liberalisierung, Marktöffnung und Privatisierung staatlicher Betriebe. Wettbewerb wurde in den Bereichen Telekommunikation, Stromwirtschaft, Hafenbetriebe, Kraftstoffmarkt und öffentlicher Verkehr eingeführt, Subventionen auf die Bereiche öffentlicher Verkehr und Landwirtschaft beschränkt.
So begann ein Prozess der Deregulierung, um die direkte Involvierung des Staates in die Wirtschaft zu verringern. Damit leitete sie eine weitere Modifizierung in der traditionellen zionistischen Auffassung von der wirtschaftspolitischen Orientierung Israels ein.
Durch die eingeleiteten Veränderungen wurde die Wirtschaft neu belebt und sie ebneten den Weg für ein schnelles Wachstum in den 1990er Jahren. Die Neuausrichtung der Wirtschaftspolitik markierte den Beginn des Aufstiegs Israels.

#### Integration in die Weltwirtschaft (1986–2005)
Nach 1985 wurde die israelische Wirtschaft zunehmend den Kräften des Weltmarktes ausgesetzt. Die Importzölle wurden von 40 % auf acht bis zwölf Prozent im Jahr 1998 gesenkt und erreichten damit das Niveau entwickelter Industrienationen.
Mit der regulierten Öffnung verfolgte Israel den Wandel zu einem kapitalistischen Wirtschaftssystem und die Integration in die Weltwirtschaft. Alle zionistischen Parteien orientierten sich an der kapitalistischen Marktwirtschaft, unterschieden sich allerdings in ihren Ansichten zu Tempo und Bedingungen der Privatisierung, sowie zum Ausmaß staatlicher Aufgaben, unter anderem im sozialen Bereich.
Zwei Punkte haben die wirtschaftliche Entwicklung begünstigt. Die neue Einwanderungswelle aus den Staaten der ehemaligen Sowjetunion übte einen starken Druck auf die Liberalisierungspolitik der Regierung aus. Mit der so genannten Ostalija sind zwischen 1989 und 2010 etwa eine Million Einwanderer nach Israel gekommen. Sie erhöhten die Binnennachfrage und belebten insbesondere das Bauwesen. Wurde in der zweiten Hälfte 1989 mit dem Bau von etwa 10.000 neuen Wohneinheiten begonnen, so waren es in der ersten Jahreshälfte 1991 bereits rund 40.000, von denen drei Viertel auf den öffentlichen Sektor entfielen und nur ein Viertel auf den privaten Wohnungsbau. Bedeutend für die weitere Wirtschaftsentwicklung war der hohe Anteil von eingewanderten Akademikern. Allein 1989 bis 1991 waren unter den Neueinwanderern aus der Sowjetunion mehr als 40 % Geisteswissenschaftler, Ingenieure, Künstler, Ärzte; weitere etwa 35 % waren in technischen und technisch relevanten Berufen beschäftigt gewesen. In gemeinsamen Förderprogrammen von Staat und Wirtschaft stellten sie einen signifikanten Input insbesondere für die wissensintensiven Bereiche der New Economy dar.
Andererseits führten Fortschritte im Nahostregelungsprozess, wie der Israelisch-jordanische Friedensvertrag und die Madrider Konferenz von 1991, zu einem weiteren Aufweichen des arabischen Boykotts, was israelischen Unternehmern die Penetration neuer Märkte in Osteuropa, Afrika und Asien erleichterte. Die internationale Kreditwürdigkeit des Standortes Israel stieg und einheimische Unternehmen wurden zu einem lukrativen Anlagemarkt, ob sie nun Eigentum des Staates, der Gewerkschaft Histadrut oder des Privatsektors betrafen. Die ausländischen Direktinvestitionen stiegen von lediglich 129 Mio. US-Dollar (1990) auf 2,3 Mrd. US-Dollar (1999) und im Jahr 2006 sogar auf 13,4 Mrd. US-Dollar. Einheimische Eigentümer zieht die Kapitalisierung ihrer Unternehmen vom relativ kleinen Finanzmarkt Israel auf den Weltmarkt.
Die Hochtechnologie ist zu einem wichtigen Zweig der Wirtschaft geworden. Während die Produktivität in den 1990er Jahren in traditionellen Bereichen sank, wie im Bauwesen um zwei Prozent, stieg die der Hochtechnologie um jährlich fünf Prozent. Sie kurbelte auch den Export an, der inzwischen zu mehr als drei Vierteln aus Produkten der Hochtechnologie besteht. Seit 1997 zählt Israel laut dem Internationalen Währungsfonds nicht mehr als Entwicklungsland.
Nach dem extensiven Wachstum der Hochtechnologiebranche brach die Wirtschaft durch den Absturz an der NASDAQ im März 2000, wo 75 israelische Firmen gelistet waren und dem Ausbruch der zweiten Intifada ein. Durch die von September 2000 bis Februar 2005 dauernde Intifada hatte Israel mehrere Milliarden US-Dollar Einbußen allein im Tourismus. Fünf Jahren der tiefsten Krise folgten, bis die Wirtschaft sich wieder erholte.
Eine Erholung kam durch die Erschließung neuer Märkte im Technologiesektor. Durch die Einwanderung aus der ehemaligen Sowjetunion kamen Wissenschaftler und Akademiker ins Land, die für Israels Zukunft von beträchtlichem Wert sind. Gleichzeitig öffneten sich nach dem Ende des Kalten Krieges neue Märkte und sorgten für ein rasches Wachstum. Israelische Firmen gelten seitdem weltweit als Spitzenreiter in diesem Wirtschaftszweig und investieren mehr Geld pro Kopf der Bevölkerung in Forschung und Entwicklung als Firmen in allen anderen Staaten.

#### Start-up-Nation (seit 2006)
Israel hat einen Wandel von einer arbeitsintensiven hin zu einer wissensintensiven Wirtschaft vollzogen. Dabei stellt die Hightech-Branche zu Beginn des neuen Jahrtausends ein Viertel der Industrieproduktion und rund 80 % der Exporte. In gewisser Weise hat Israels Wirtschaftsentwicklung das 20. Jahrhundert übersprungen, wodurch die klassischen Stützpfeiler anderer Industrienationen wie Kfz-Produktion, Maschinenbau, Chemische Industrie und Schwerindustrie fehlen. Die Hightech-Branche ist ein äußerst flexibler Wirtschaftszweig mit sich schnell ändernden Anforderungen, was sich insbesondere auf dem Arbeitsmarkt auswirkt. Von den Beschäftigten wird von dieser Branche eine extrem hohe Flexibilität erwartet. Verbunden damit ist ein erheblicher Rückgang der Landwirtschaft, mit einer Spezialisierung auf ausgewählte Nischenprodukte und hochwertige Einzelprodukte sowie Neuzüchtungen. Zahlreiche Bereiche traditioneller Zweige wurden in umliegende arabische Nachbarstaaten, die Türkei und nach Asien ausgelagert. Der Privatisierungsprozess von staatlichen und Histadrut eigenen Unternehmen wurde fortgesetzt und betraf jetzt vor allem große Unternehmen, die auf ihrem Gebiet teilweise Monopolstellungen hatten und damit auch viele Beschäftigte.
Der Strukturwandel und die schnelle Öffnung der Wirtschaft verändern die Gesellschaft. Der Arbeitsmarkt war bisher ein wesentliches Instrument der sozialen Integration. Mit den Privatisierungen von Unternehmen, der Öffnung für ausländische nicht palästinensische Arbeitskräfte und der Ausdehnung des Niedriglohnsektors wurden die traditionellen und abgeschlossenen Strukturen des Binnenarbeitsmarktes aufgebrochen. Für 2007 hatte die Regierung rund 90.000 Genehmigungen für ausländische Lohnarbeiter, vor allem aus Südasien und Südosteuropa, erteilt; inoffiziell sollen sich mehr als doppelt so viele Arbeitsmigranten in Israel aufhalten. Immer mehr Beschäftigte werden nicht mehr fest angestellt, sondern arbeiten projektgebunden oder in Zeitarbeit. Die geforderte Flexibilisierung und Individualisierung kommen den gut ausgebildeten Fachkräften zugute. So wurde das Angebot und die Differenziertheit der Beschäftigung erweitert, neue und moderne Arbeitsplätze vorrangig im Privatsektor geschaffen und durch neue Tätigkeitsfelder der Wert einheimischer Spezialisten erhöht.
Das hohe Wirtschaftswachstum ging einher mit einem Rückgang der Arbeitslosigkeit von 7,3 % im Jahr 2001 auf 4,3 % im Jahr 2017. Im Juli 2017 wurde die tiefste Arbeitslosenquote seit 40 Jahren erreicht.
Zum ersten Mal überhaupt hat Israel im Jahr 2006 mehr exportiert als importiert, im gleichen Jahr lag das Wirtschaftswachstum bei 5,1 %. Seither ist die Inflationsrate niedrig, ebenso konnten das Haushaltsdefizit des Staates und die Auslandsschulden reduziert werden.
Aufgrund der Globalisierung und der im Vergleich mit westlichen Ländern niedrigen Unternehmenssteuern gründen immer mehr ausländische Firmen in Israel Zweigniederlassungen. Diese Zusammenarbeit stützt sich oft auf eine Mischung von israelischen Innovationen und breitflächige ausländische Produktion und Marktdurchdringung. Gemeinsame Projekte begannen vor allem in den Bereichen: Elektronik, Software, medizinisches Gerät, Druck und computer-graphischer Darstellung.
Im Mai 2010 trat Israel der OECD bei.
Am 30. Juni 2014 beschloss das Israelische Kabinett, die Anstellung von bis zu 1500 Jordaniern in der Hotelbranche in Elat zu ermöglichen. Mit dem am 5. Oktober 2014 beschlossenen Verkauf von Minderheitsanteilen von bis zu 49 % verschiedener staatlicher Unternehmen im Laufe der nächsten drei Jahre soll der Staatshaushalt weiter stabilisiert werden. Betroffen sind Staatsunternehmen wie Elektrizitätswerke, die Wasserversorgungsgesellschaft, die Eisenbahngesellschaft und die Post. Auch sollen einige Geschäftsfelder der Israel Military Industries ausgegliedert werden. Der Verkauf soll über die Börse in Tel Aviv abgewickelt werden und voraussichtlich Einnahmen von 15 Milliarden Schekel (etwa 3,2 Milliarden Euro) realisieren. Auch soll mit diesem Schritt die Politisierung der Unternehmen reduziert und zugleich möglicher Korruption entgegengewirkt werden.
Die Ratingagentur Standard & Poor’s hat am 3. August 2018 Israels Kreditwürdigkeit auf AA-, der bisher besten Bewertung, heraufgestuft. Im Januar 2019 hat Israel mit der Ukraine sein insgesamt 9. Freihandelsabkommen abgeschlossen. Am 29. Januar 2019 wurde bekannt, dass Intel weitere 9,5 Milliarden Euro in seine Chipfabrik in Kiryat Gat investieren will und damit Tausende neue Arbeitsplätze schaffen möchte.

#### Ausblick
Israel ist bemüht, aus seiner wirtschaftlichen Isolierung im Nahen Osten auszubrechen und internationale Investitionen anzuziehen. Es sieht seine Zukunft weiterhin in der Hochtechnologie und deren Export. Mit je einem Drittel werden die USA und die EU die Haupthandelspartner sein, gefolgt von Asien. Indien wird einer der engsten Partner besondere in der rüstungsindustriellen Zusammenarbeit bleiben. Neue Produkte der israelischen Technologieentwicklung finden heute weltweiten Absatz. Gefragt sind aber auch Unternehmen, deren Spezialisten quasi zu „Entwicklungsabteilungen“ für ausländische, vor allem US-amerikanische Unternehmen geworden sind. Perspektivisch könnte durch weitere internationale Kooperationen die Forschungskapazität, wie in der Biotechnologie, noch extensiviert werden.
Israel ist in der globalen Wirtschaft inzwischen integriert; die regionale Kooperation bleibt hingegen punktuell und auf ausgewählte Zweige und Staaten begrenzt. Letztlich bleibt die Wirtschaft Israels den Bewertungen des globalen Marktes unterworfen, doch geografisch im Nahen Osten verortet – und muss die veränderten weltpolitischen und weltwirtschaftlich Rahmenbedingungen beachten.

## Wirtschaftssektoren

### Primärer Wirtschaftssektor

#### Landwirtschaft

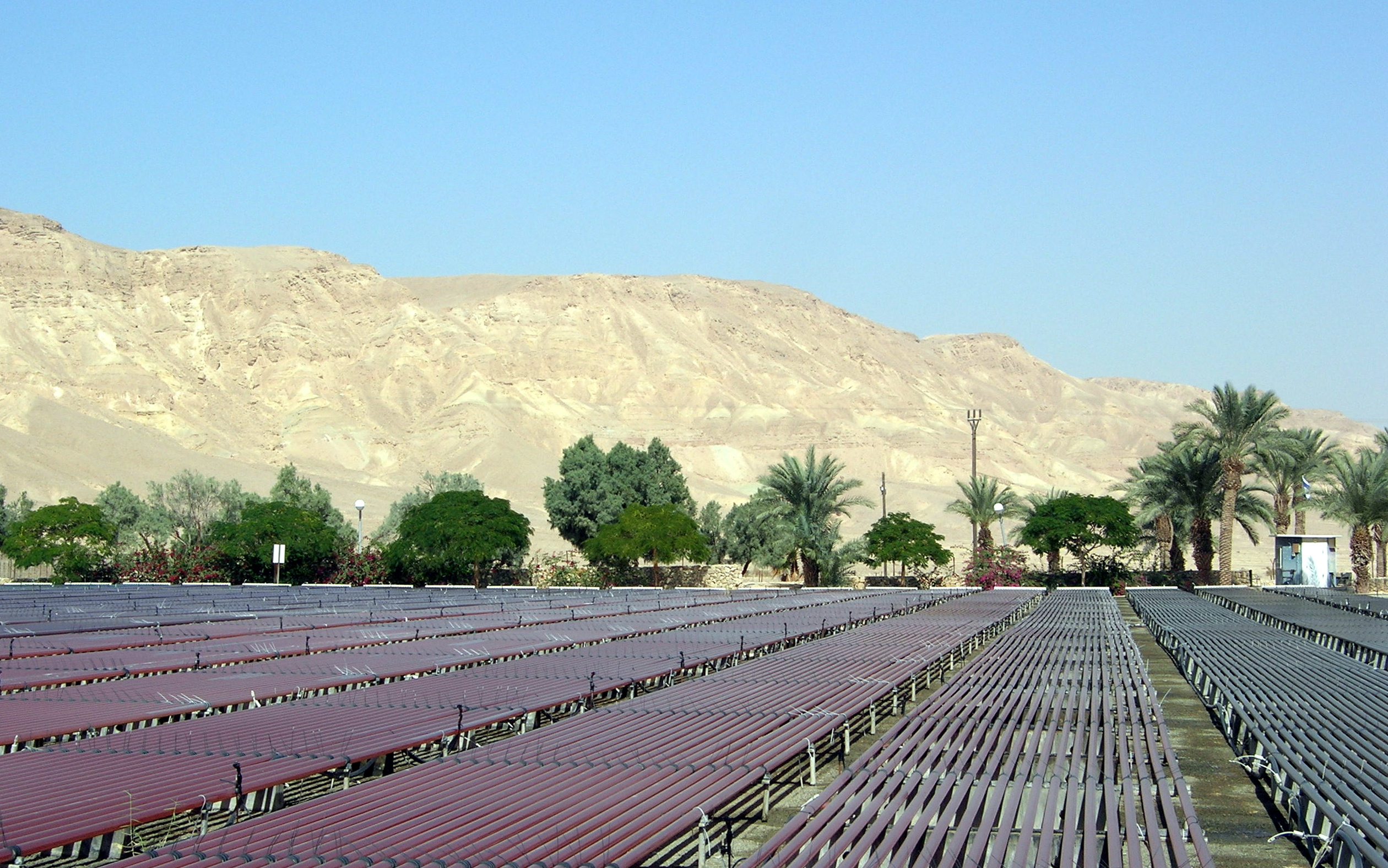
Landwirtschaft im Kibbutz Ketura in der Negevwüste.

Obwohl Israel zu einem großen Teil aus Wüste besteht, ist es zum landwirtschaftlichen Großproduzenten geworden. Denn Forscher haben die klimatischen Nachteile in einen Standortvorteil verwandelt. So wurden die Tröpfchenbewässerung entwickelt und Nutztiere und Pflanzen gezüchtet, die höhere Erträge bringen.
Allerdings liegt der Anteil der Landwirtschaft nur bei 2,8 % des nationalen BIP (2008). Etwa 2,6 % der israelischen Einwohner sind in der landwirtschaftlichen Produktion und 6,3 % in den landwirtschaftlichen Dienstleistungen beschäftigt. Erwirtschaftete die Landwirtschaft in den 1950er und 1960er Jahren bis zu 60 Prozent der Gesamtexporte, beträgt ihr Anteil seit der Jahrtausendwende nur noch knapp drei Prozent.
Das Hauptagrarprodukt ist Getreide, welches in 80 % aller Felder angebaut wird. Weitere landwirtschaftliche Erzeugnisse sind Zitrusfrüchte (vor allem Zitronen und die Jaffa-Orangen). Die Zitrusfrucht war der erste israelische Exportschlager. Schon vor der Staatsgründung wurden Jaffa-Orangen vom Hafen Jaffa aus per Schiff nach Europa transportiert und avancierten rasch zum Markenzeichen des jungen Landes.
Außerdem zählt Israel mit einem Umsatz von 1,3 Milliarden US-Dollar im Jahr 2013 zu den weltweit führenden Gewächshaus-Gemüse-exportierenden Ländern. Auch werden Schnittblumen vornehmlich nach Europa exportiert.

#### Bergbau
Israel ist bei fossilen Energieträgern (Rohöl, Erdgas, Kohle) und Rohstoffen stark von Importen abhängig. Im Land gibt es geringe Mengen von Erdöl, Phosphaten, Kalisalz und Kaolin. Es werden große Goldvorkommen vermutet.

##### Energierohstoffe
Bis zur Entdeckung seiner bedeutenden Offshore-Erdgases hatte Israel im Wesentlichen keine eigenen kommerziellen fossilen Brennstoff-Ressourcen und war gezwungen, fast ausschließlich auf Importe zu setzen. Israel hat versucht, seine Versorgungsquellen zu diversifizieren und Alternativen wie Solar- und Windenergie zu nutzen. Israel hat langfristige Lieferverträge mit Nationen wie Mexiko (Öl), Norwegen (Öl), Großbritannien (Öl), Australien (Kohle), Südafrika (Kohle) und Kolumbien (Kohle) abgeschlossen.
2017 bezog Israel seine Energie zu 71 Prozent aus Erdgas, zu 27 Prozent aus Kohle und zu 2 Prozent aus erneuerbaren Energien.
Am 28. Februar 2019 veröffentlichte das Energieministerium Pläne, dass bis 2030 die Industrie in Israel nur noch Erdgas und erneuerbare Energien verwenden soll.

###### Erdöl
Israel förderte bis zur Jahrtausendwende nur weniger als 1000 Barrel pro Tag und importierte fast all seinen Ölbedarf. Im August 1996 wurde in der Nähe von Arad Öl entdeckt und mit etwa 600 Barrel pro Tag gefördert.
In Israel werden 5 Milliarden Barrel Ölreserven vermutet, die sich unter den Gasreserven befinden sollen, weitere Vorkommen werden im Golan vermutet. Geologisch scheint Israel mit dem Erdölsystem verbunden zu sein, das sich von Saudi-Arabien über den Irak nach Syrien erstreckt. Israel hat eine Hauptbetriebsölpipeline, die Tipline, die von Eilat über den Mittelmeerhafen von Aschkelon nach Haifa führt.

###### Erdgas
Bis 2004 war Israel bei der Gasversorgung hauptsächlich auf Importe angewiesen. Ende März 2004 wurde mit Mari-B das erste israelische Offshore-Gasfeld in Betrieb genommen. Ab 2008 bezog Israel 40 % seines Erdgasbedarfs aus Ägypten. Aufgrund von Lieferunzuverlässigkeiten nach dem Arabischen Frühling in Ägypten wurde der Vertrag 2012 gekündigt und als Ersatz innerhalb kurzer Zeit das schwimmende LNG-Terminal Hadera errichtet. Dadurch kann Israel bis zu 2,5 Mrd. m³ LNG pro Jahr importieren. In der Ausschließlichen Wirtschaftszone Israels im Mittelmeer wurden seit 2009 mehrere große Erdgasfelder entdeckt. Seit April 2013 liefert das Gasfeld Tamar den israelischen Bedarf.

###### Kohle
Israel bedient etwa 30 % seines Energiebedarfs aus Kohle, die vor allem für die Stromerzeugung verwendet wird. Es muss seinen gesamten Bedarf importieren. Die National Coal Supply Corporation (NCSC) wurde 1981 gegründet und ist ausschließlich für die Sicherung der Kohleimporte des Landes verantwortlich. Im Jahr 2001 wurden etwa 10 Millionen Tonnen Kohle importiert, davon kamen etwa 47 % aus Südafrika, 21 % aus Kolumbien, jeweils 16 % aus Australien und Indonesien (16 %).

#### Wasser
Bereits vor der Gründung des Staats Israel hatte das Land mit einer Knappheit an Trinkwasser zu kämpfen. Zur Versorgung mit Trinkwasser wurde am 31. Januar 1937 die Gesellschaft Mekorot gegründet.
Besonders als Ende der 1990er-Jahre eine starke und lange Dürre die Wasserknappheit verschärfte, begann der Staat, dem Wassermangel mit drei Strategien Herr zu werden:
Der verstärkte Ausbau der Tröpfchenbewässerung statt Sprinkleranlagen auf den Feldern, die Meerwasserentsalzung und das Recyceln von Abwasser. 2015 wurden bereits 75 Prozent des Abwassers wiederverwendet.

##### Meerwasserentsalzung
Die Anfänge der groß angelegten Entsalzung von Meerwasser in Israel gehen auf das Jahr 2000 zurück. Damals initiierte die Regierung den Plan, mit Entsalzungsanlagen entlang der Mittelmeerküste der Wasserknappheit zuvorzukommen. Anlass hierfür war eine Dürreperiode. Weitere Eckpunkte des Plans waren die konsequente Wiederaufbereitung von Abwässern, der effiziente Umgang mit Wasser in Landwirtschaft (Ausbau der Tröpfchenbewässerung) und Industrie, ein achtsamer Gebrauch durch die Bevölkerung sowie das Vermeiden von Wasserverlusten durch undichte Leitungen sind die wesentlichen Eckpunkte dieser umfassenden Strategie.
Seit 2016 beziehen die Israelis 70 Prozent ihres Heimverbrauchs aus den Entsalzungsanlagen. Im Juni 2018 wurde beschlossen zwei weiteren Anlagen in Betrieb zu nehmen. Mit der sechsten Anlage, die zweite in Sorek, wird der Anteil von entsalztem Meerwasser auf 85 Prozent des Heimverbrauchs steigen.
| Standort  | Inbetriebnahme   | Leistung (in Mio. m³) | Technik      |
| --------- | ---------------- | --------------------- | ------------ |
| Aschkelon | 2005             | 118                   | Umkehrosmose |
| Palmachim | 2007             | 90                    | Umkehrosmose |
| Chadera   | 2009             | 127                   | Umkehrosmose |
| Sorek     | 2013             | 150                   | Umkehrosmose |
| Aschdod   | 2015             | 100                   | Umkehrosmose |
| Sorek II  | Für 2023 geplant |                       | Umkehrosmose |

### Sekundärer Sektor

#### Industrie

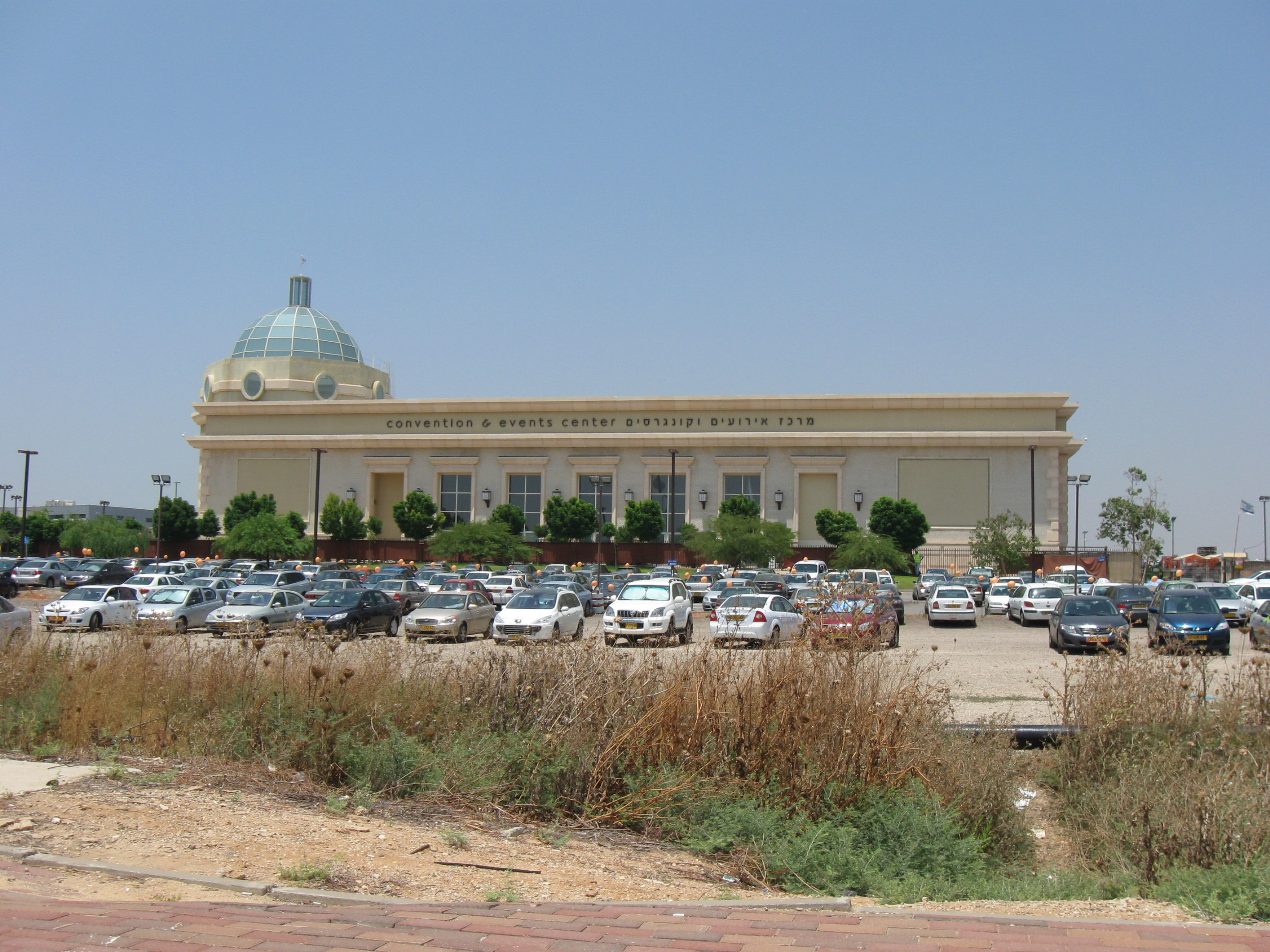
Industriegebäude in der Nähe von Tel Aviv-Jaffa

Die wichtigsten Bereiche sind Metallverarbeitung, Elektronik, Medizintechnik, Nahrungsmittelverarbeitung, Chemische Industrie und Transportausrüstung. Die israelische Diamantenindustrie ist eines der weltweiten Zentren für Diamantenzuschneidung und -polierung. Israel ist ein Weltmarktführer in Software, Telekommunikation und Halbleiter-Entwicklung. Die innovative israelische Startup-Szene im Bereich der Spitzentechnologien gilt weltweit als vorbildlich.

#### Chemische Industrie

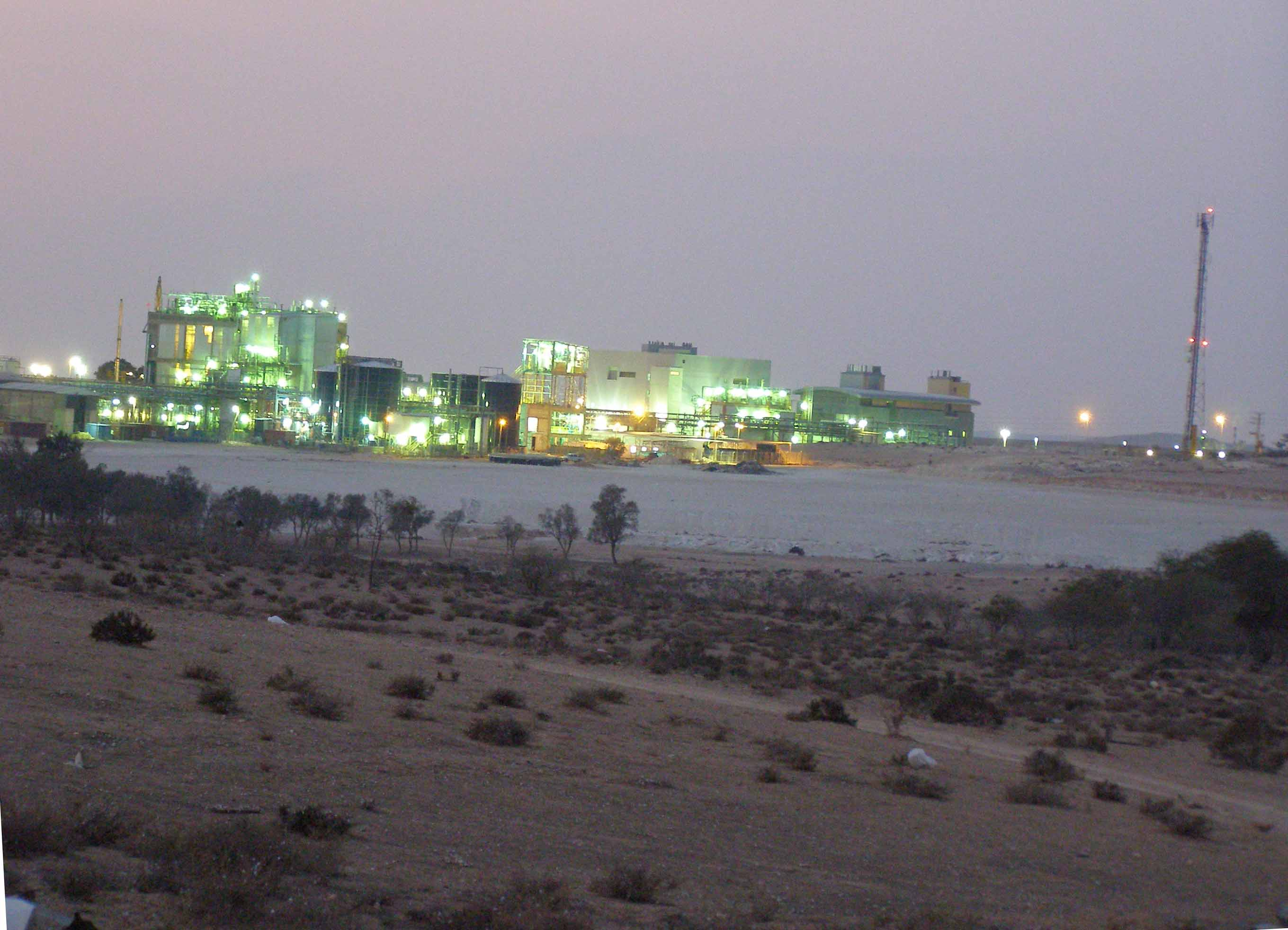
Industrieanlage Ramat Hovav

Israel hat eine gut entwickelte chemische Industrie mit vielen seiner Produkte auf dem Exportmarkt. Chemische Anlagen befinden sich in Ramat Hovav, Haifa und in der Gegend um das Tote Meer. Viele israelische Firmen nehmen im Weltmarkt Spitzenposten ein und produzieren unter anderem Magnesiumchlorid, Industriesalze, Enteiser, Badesalz, Speisesalz und Rohstoffe für die Kosmetikindustrie. Mit rund 40.000 Beschäftigten (Stand 2011) ist Teva Pharmaceutical Industries, eines der weltweit größten Pharmaunternehmen, die größte Firma des Landes in diesem Bereich. Es ist der größte Generikahersteller der Welt und einer der 15 größten Pharmaunternehmen weltweit.

#### Rüstungsindustrie
Israel ist einer der weltweit größten Exporteure von Rüstungsgütern. Die Produktionen von mehreren israelischen Unternehmen hatten 2007 einen Anteil am weltweiten Waffenhandel in Höhe von 10 %. Die drei israelischen Unternehmen Elbit Systems, Israel Aerospace Industries und RAFAEL gehörten 2010 laut dem Stockholm International Peace Research Institute zu den weltweit Top 100 Waffenproduzenten und Militärdienstleistungsunternehmen. Heute ist die Rüstungsindustrie ein strategisch wichtiger Sektor und großer Arbeitgeber im Land. Es ist auch ein wichtiger Akteur im globalen Waffenmarkt und seit 2012 der elftgrößte Waffenexporteur der Welt. Es gibt mehr als 150 aktive Unternehmen in diesem Sektor. Im Jahr 2012 betrug der Verteidigungsexport 7 Milliarden US-Dollar und erreichte einen Höhepunkt. Ein Großteil der Ausfuhren ging an die Vereinigten Staaten und Europa. Aber auch immer mehr Länder Südostasiens und Lateinamerikas zeigen ihr Interesse an israelischen Produkten. Neben den Vereinigten Staaten ist Israel eines der führenden Länder in der Produktion und dem Verkauf von Drohnen. Israel hat von 2001 bis 2011 41 % aller Drohnen exportiert.

#### Diamantenindustrie
Israel ist weltführend im Diamantenhandel und der -verarbeitung, wobei die Rohdiamanten importiert und in Israel geschliffen werden. Die israelische Diamantenbörse ist der größte Handelsplatz für Diamanten weltweit.
Die israelische Diamantenindustrie steht weltweit an dritter Stelle nach Belgien und Indien. Der größte Importeur israelischer Diamanten sind mit 36 % die Vereinigten Staaten, gefolgt von Hongkong mit 28 % und der Eurozone.

#### Solarindustrie

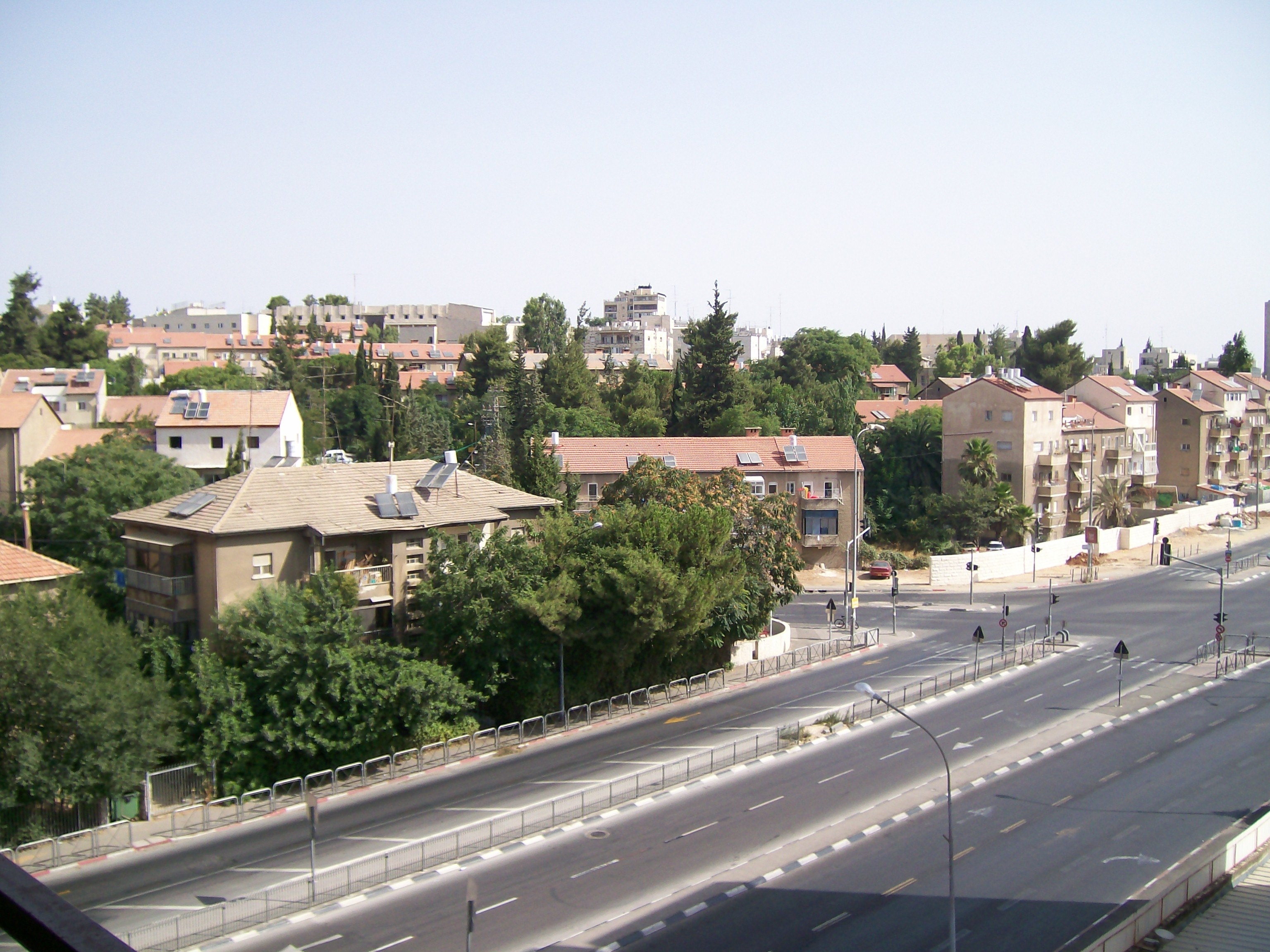
Solaranlagen in Jerusalem

Die Solarenergie in Israel und die Solarindustrie des Landes haben eine Geschichte, die bis zu den Anfängen des Landes reichen. In den 1950er Jahren entwickelte Levi Yissar einen Sonnenkollektor zur Warmwassergewinnung. 1967 wurde rund einer von 20 Haushalten mit Sonnen- und Wasserenergie beheizt. Während der Ölkrise von 1973 entwickelte Harry Zvi Tabor, der Vater der israelischen Solarindustrie, einen Sonnenkollektor, der heute in über 90 % der israelischen Haushalte verwendet wird.
Israel ist weltweit führend bei Sonnenwärmekraftwerken. In der Negev-Wüste wurden mehrere große solarthermische Kraftwerke gebaut.

### Tertiärer Sektor

#### Dienstleistungen
Im Dienstleistungssektor sind über 40 % aller israelischen Arbeitnehmer beschäftigt.

#### Handel und Finanzen

Logo der Bank of Israel

Im Dienstleistungssektor spielen in Israel der Finanzsektor und Handel eine wichtige Rolle. Dies hat seine Wurzeln in der zionistischen Bewegung zu Beginn des 20. Jahrhunderts vor der Gründung des Staates Israel im Jahr 1948. Die Zionistische Weltorganisation gründete 1903 die Anglo-Palestine Bank (später umbenannt Bank Leumi). Die beiden größten Banken des Landes kontrollieren mehr als 60 % des Bankgeschäfts und die ersten fünf über 90 %.
Die meisten Banken wurden im Verlauf der 1980er Jahre verstaatlicht. Seit den 1990er Jahren werden diese großen Banken teilweise wieder privatisiert. Die Bank Hapoalim wurde im Jahr 1996 privatisiert, die Bank Mizrahi (jetzt Bank Mizrahi-Tfahot) im Jahr 1998, die Israel Discount Bank 2006, und die Bank Leumi im Jahr 2005.
Die israelische Zentralbank hat im September 2019 den Geschäftsmann Marius Nacht, Mitbegründer der Softwarefirma Check Point und Amnon Schaschua, Gründer von Mobileye dem Weltmarktführer für Unfallpräventionssysteme, autorisiert, eine neue Bank zu schaffen. Es ist das erste Mal in mehr als vier Jahrzehnten, dass eine solche Lizenz vergeben wurde. Als Konzept stellen sich die beiden Geschäftsleute eine Direktbank vor, die auf Filialen verzichtet. Der Fokus soll auf Privathaushalte liegen und die Bank soll in eineinhalb Jahren ihren Geschäftsbetrieb aufnehmen.

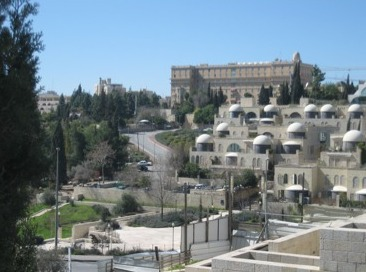
King David Hotel in Jerusalem

Heute werden etwa 20 % der israelischen Arbeitnehmer in diesem Sektor beschäftigt.

#### Kapitalmarkt
Das Land führt eine Wertpapierbörse mit dem Namen Tel Aviv Stock Exchange. Der zugehörige Leitindex ist der TA-35 Index.

#### Tourismus
Der Tourismus gehört zu Israels wichtigsten Einkommensquellen und ist ein Wachstumsmotor der Wirtschaft des Landes. Allein im Jahr 2019 besuchten 4,55 Millionen ausländischen Touristen das Land und erreichten ein Allzeithoch.
Israel bietet eine Fülle von historischen und religiösen Stätten, eine geografische Vielfalt, sowie luxuriöse Badeorte.

### Hochtechnologie

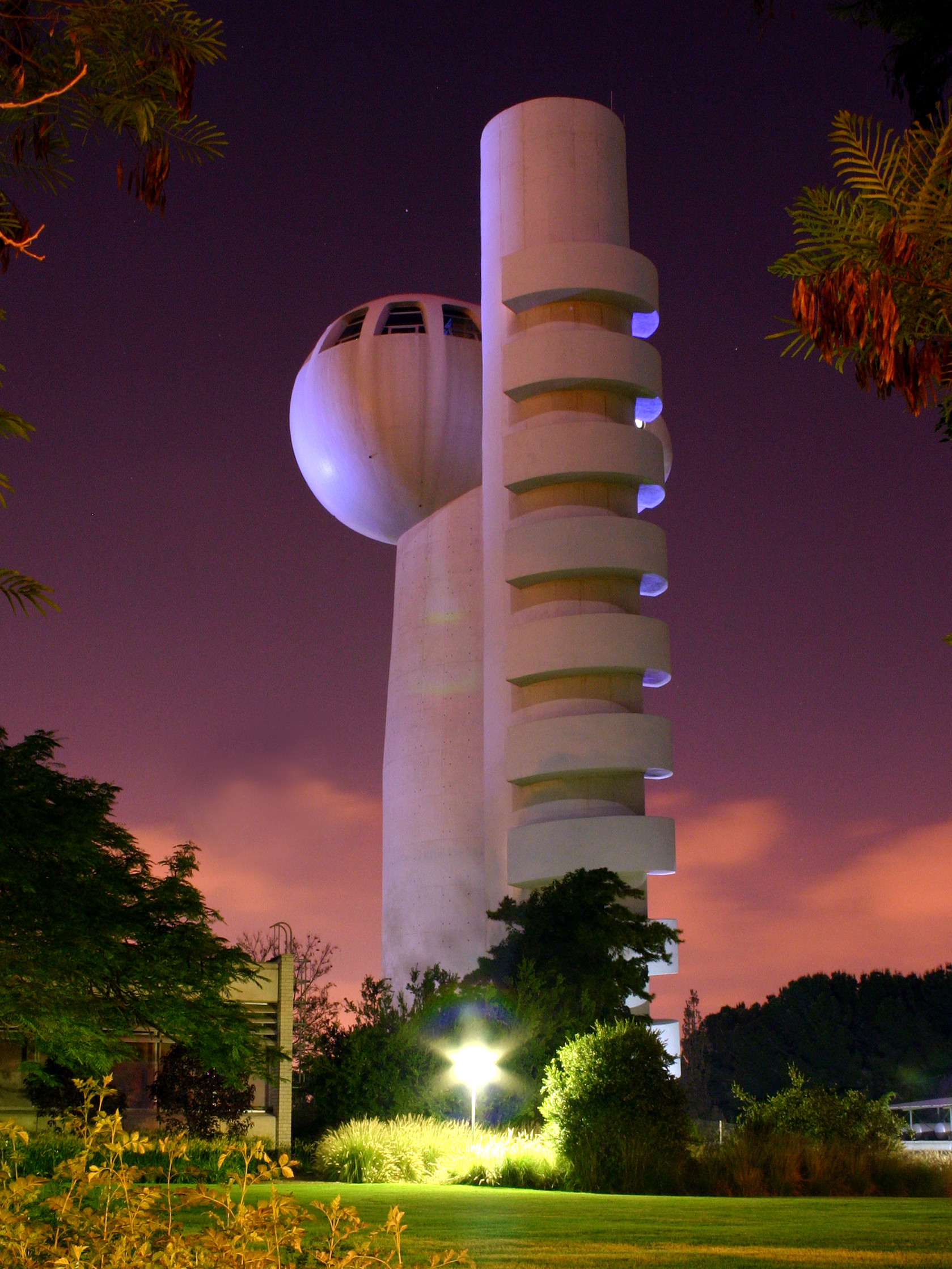
Weizmann-Institut für Wissenschaften, Rehovot

Wissenschaft und Technologie sind in Israel die landesweit am höchsten entwickelten und industrialisierten Sektoren. Der Anteil der Gesamtbevölkerung, die im wissenschaftlichen und technologischen Sektor beschäftigt sind, gehört zu den höchsten der Welt. Israel steht prozentual an vierter Stelle in wissenschaftlichen Tätigkeiten, gemessen durch die Anzahl wissenschaftlicher Publikationen pro eine Million Einwohner. Das Land hat mit 140 pro 10.000 Mitarbeiter auch die höchste Zahl von Wissenschaftlern, Technikern und Ingenieuren pro Kopf in der Welt. Zum Vergleich: Die USA kommen auf 85, Japan 83 und Deutschland auf 60.
Weltweit haben israelische Wissenschaftler zum Fortschritt in verschiedenen Branchen wie Naturwissenschaften, Agrarwissenschaften, Informatik, Elektronik, Genetik, Medizin, Optik, Solarenergie und in verschiedenen Bereichen des Ingenieurwesens beigetragen:

#### Grand Challenges Award
Der Grand Challenges Award wird vom israelischen Wirtschaftsministerium, der Entwicklungshilfeorganisation MASHAV und dem Amt des Ministerpräsidenten gemeinsam verliehen. Er fördert technologische und innovative Lösungen israelischer Firmen und Forschungseinrichtungen, die zur weltweiten Gesundheit und Ernährungssicherheit in Entwicklungsländern beitragen. Der Preis geht auf einen vergleichbaren Förderpreis der kanadischen Regierung zurück.

## Wirtschaftsdaten
Die offizielle Arbeitslosenquote in Israel war:
| 10,4 % | 4,8 % | 4,6 % | 6,7 % | 6,4 % | 9,6 % | 10,0 % | 6,9 % | 10,7 % | 10,9 % | 13,4 % | 11,2 % | 7,7 % | 8,3 % | 6,3 % | 5,3 % | 4,8 % | 4,2 % | 4,0 % | 3,8 % | 5,0 % |
| 1967   | 1980  | 1983  | 1985  | 1988  | 1990  | 1993   | 1995  | 1998   | 2000   | 2003   | 2005   | 2008  | 2010  | 2013  | 2015  | 2016  | 2017  | 2018  | 2019  | 2021  |

Quellen: 1967, 1980–2018
| Jahr            | 1980  | 1983  | 1985  | 1988   | 1990   | 1993   | 1995   | 1998   | 2000   | 2003   | 2005   | 2008   | 2010   | 2013   | 2015   | 2016   | 2017   |
| BIP             | 23,83 | 30,19 | 26,56 | 48,38  | 58,08  | 74,00  | 100,34 | 115,98 | 132,34 | 126,86 | 142,46 | 215,84 | 233,61 | 292,49 | 299,09 | 317,75 | 350,61 |
| BIP pro Kopf    | 6081  | 7355  | 6278  | 10.898 | 12.470 | 14.070 | 18.107 | 19.436 | 21.053 | 18972  | 20.567 | 29.541 | 30.654 | 36.307 | 35.705 | 37.192 | 40.258 |
| Inflationsrate  | 316,6 | 120,4 | 304,6 | 16,2   | 17,2   | 10,9   | 10,0   | 5,4    | 1,1    | 0,7    | 1,3    | 4,6    | 2,7    | 1,5    | −0,6   | −0,5   | 0,2    |
| Wachstum        | 3,6   | 2,6   | 4,5   | 3,6    | 6,6    | 3,8    | 9,7    | 4,2    | 8.8    | 1,1    | 4,1    | 3,0    | 5,5    | 4,2    | 2,6    | 4,0    | 3,5    |
| Leistungsbilanz | −0,9  | −2,4  | 1,0   | −0,8   | 0,2    | −2,5   | −5,0   | −1,2   | −2,0   | 0,8    | 4,4    | 2,1    | 8,5    | 9,0    | 14,8   | 11,2   | 10,4   |
| Staatsschulden  | k. a. | k. a. | k. a. | k. a.  | k. a.  | k. a.  | k. a.  | k. a.  | 79,6   | 92,8   | 88,2   | 71,9   | 70,7   | 67,1   | 64,2,  | 62,3   | 60,4   |

| Jahr            | 2018   | 2019   | 2021   |
| BIP             | 369,84 | 395,1  | 488,53 |
| BIP pro Kopf    | 41.644 | 43.641 | 52.1   |
| Inflationsrate  | 0,8    | 0,8    | 1,5    |
| Wachstum        | 3,3    | 3,4    | 8,6    |
| Leistungsbilanz | 7,0    | 3,4    | 4,2    |
| Staatsschulden  | 59,6   | 60,0   | 68,0   |

Erläuterungen: Bruttoinlandsprodukt in Milliarden US-Dollar, BIP pro Kopf in Dollar, Inflationsrate in %, reales BIP-Wachstum in %, Saldo Leistungsbilanz in Milliarden US-Dollar, Gesamtstaatlicher Bruttoschuldenstand in % des BIP

Quellen: 1980-2019 2021

## Außenhandel

### Allgemeines
Die Vereinigten Staaten sind Israels größter Handelspartner, und Israel war 1997 der 26.-größte Handelspartner der Vereinigten Staaten. Die wichtigsten US-Exporte nach Israel sind Computer, integrierte Schaltungen, Flugzeugteile und andere Rüstungsgüter, Weizen und Automobile. Die israelischen Exporte in die Vereinigten Staaten sind vor allem Schmuck, integrierte Schaltungen, Druckmaschinen und Telekommunikationsgeräte. Die beiden Länder haben 1985 ein Freihandelsabkommen unterzeichnet. Ein landwirtschaftliches Handelsabkommen wurde im November 1996 unterzeichnet. Israel hat aber auch Handels- und Kooperationsabkommen mit der Europäischen Union und Kanada, der Türkei, Jordanien und mehreren Ländern aus Osteuropa unterzeichnet.
Regional betrachtet ist die Europäische Union der größte Importeur israelischer Produkte. Allein zwischen Oktober 2011 und Januar 2012 hat Israel Waren im Wert von 5 Milliarden Euro in die EU exportiert.
Bis 1995 war Israels Handel mit der arabischen Welt aufgrund des zentral organisierten Boykotts durch die Arabische Liga minimal. Bis heute sind diplomatische wie wirtschaftliche Beziehungen zu den meisten arabischen Staaten gespannt und Geschäfte müssen häufig klandestin abgewickelt werden. Die wichtigsten Handelspartner Israels im arabischen Raum sind dennoch Jordanien, Ägypten, Marokko und die Palästinensergebiete. Sogenannte Qualifying Industrial Zones in Ägypten und Jordanien werden als Produktionsstandorte für israelische Waren genutzt, die gemäß einem entsprechenden Abkommen auch zollfrei in die USA exportiert werden dürfen. So waren etwa in Ägypten 1999 bereits 20 israelische Unternehmen aktiv, welche von den dort niedrigen Lohnkosten profitierten und mit Millionenbeiträgen Joint Ventures eingegangen waren. Eine Eingliederung der QIZs in die beteiligten Volkswirtschaften fand jedoch nicht statt, und die arabische Bevölkerung steht einer Normalisierung der Verhältnisse mit Israel nach wie vor mehrheitlich skeptisch bis ablehnend gegenüber. Auch die ägyptischen Gas-Lieferungen an Israel im Wert von 2,5 Mrd. Dollar jährlich sind ein wichtiger Teil der Handelsbeziehungen, ebenso wie Kooperationsverträge mit Jordanien etwa zur gemeinsamen Nutzung von Hafeninfrastrukturen (Aqaba/Eilat sowie jordanischer Zugang zu Haifa) oder zur nachhaltigen Bewirtschaftung des Jordans. Unter den muslimisch geprägten Ländern ist zudem die Türkei seit langem ein wichtiger Handelspartner.
Im Jahr 2012 waren zehn Unternehmen für 47,7 % der israelischen Exporte verantwortlich. Diese Unternehmen waren Intel, Elbit Systems, Teva, Iscar, ICL, Adama (Makhteshim Agan), Paz Oil Company, Oil Refineries Ltd., IAI und der Indigo Division von Hewlett-Packard.
In einem Bericht der OECD-Arbeitsgruppe gegen Bestechung, „Transparency International“ (TI), der am 12. September 2018 veröffentlicht wurde, werden nur sieben von 44 Industriestaaten, darunter erstmals auch Israel, ein konsequentes Vorgehen gegen Korruption bei Exportgeschäften bescheinigt.

### Freihandelsabkommen
Israel hat mit folgenden Staaten Freihandelsabkommen abgeschlossen: Bulgarien, Jordanien, Kanada, Kolumbien (unterzeichnet am 8. August 2020), Mexiko, Polen, Rumänien, Schweiz (in Kraft seit 1. Juli 1993), Slowakei, die Tschechische Republik, Türkei, Ukraine (ratifiziert am 11. Juli 2019), Ungarn und die USA.
Die wichtigsten Abkommen sind:
- Israel-EU-Freihandelsabkommen: Im Rahmen dieser im Juli 1975 noch mit der Europäischen Wirtschaftsgemeinschaft unterzeichneten Vereinbarung reduzierte Israel stufenweise seine Einfuhrzölle auf Industrieimporte aus dem EU-Markt, bis sie im Januar 1989 vollständig entfielen. Am 20. November 1995 wurde eine Zusatz-Vereinbarung unterzeichnet, die sich auf die Reduzierung der Zölle auf landwirtschaftliche Produkte aus der EU bezieht.

- Israel-USA-Freihandelsabkommen: Im April 1985 schlossen Israel und die Vereinigten Staaten eine Vereinbarung über die Errichtung einer Freihandelszone ab. Im Rahmen dieser Vereinbarung wurden die Einfuhrzölle zwischen den beiden Ländern schrittweise bis zum 31. Dezember 1994 aufgehoben.

- Israel-EFTA Freihandelsabkommen: Am 1. Januar 1993 wurde ein Freihandelsabkommen zwischen Israel und der EFTA unterzeichnet, in dessen Folge Importzölle auf Industriegüter mit sofortiger Wirkung abgeschafft wurden.

## Soziale Probleme
Trotz des wirtschaftlichen Wohlstands steht Israel vor vielen Herausforderungen. Einige sind kurzfristig und andere langfristig.
Der Staat senkte die öffentlichen Ausgaben drastisch, vor allem im sozialen Bereich, bei den Subventionen für Grundnahrungsmittel, den öffentlichen Transport und Bildungseinrichtungen. Dies wurde unter der Regierung von Benjamin Netanjahu seit 2009 noch ausgeweitet. Ziel der Regierung ist es, die Staatsverschuldung in der Maastrichtnorm der EU zu halten. Die soziale Schere ging dabei so weit auseinander, wie man sie seit der Staatsgründung noch nicht erlebt hatte.
Gestiegene Einkommen und materielle Individualisierung macht die zuvor eher latent vorhandene sozioökonomische Differenzierung deutlicher sichtbar und hat die soziale Unsicherheit weiter Bevölkerungskreise erhöht. Das durchschnittliche Monatseinkommen ist zwar gestiegen, doch reicht es oft nicht aus, um die noch schneller steigenden Lebenshaltungskosten zu bestreiten. 1982 erließ die Regierung das Gesetz über die Gewährung von Sozialhilfe. Damals erhielten weniger als 10.000 Haushalte diese Zahlung; 2003 waren es bereits 158.000 Haushalte. 2008 betrug der Anteil der bedürftigen Haushalte ein Fünftel, in denen 36 % aller Kinder lebten. Im Juli 2011 kam es aus diesen Gründen zu landesweiten Demonstrationen für mehr soziale Gerechtigkeit und eine Entspannung des Wohnungsmarktes.
Das Hauptproblem ist die wachsende Armut in der Bevölkerung. Im Jahr 2015 lag das Einkommen von insgesamt knapp 20 Prozent der israelischen Haushalte unter der Armutsgrenze. Wobei sich die Einkommenssituation von Aschkenasim im Schnitt besser darstellte als die von Mizrachim oder arabischen Israelis.
Ein Grund für die wachsende Armut ist die wachsende Zahl von ultraorthodoxen Juden, die ein niedriges Niveau der offiziellen Erwerbsbeteiligung unter den Einwohnern des Landes haben. Dies sind Voraussetzungen für eine wachsende Arbeitslosigkeit und eine höhere Abhängigkeitsquote in der Zukunft. Der Gouverneur der Bank of Israel, Stanley Fischer, erklärte, dass die wachsende Armut von ultraorthodoxen Juden der israelischen Wirtschaft schade.
Nach einer von Ian Fursman veröffentlichten Studie entfallen 60 % der armen Haushalte auf ultraorthodoxe Juden und israelischen Arabern. Beide Gruppen stellen zusammen etwa 25 bis 28 % der israelischen Bevölkerung.
Im Rahmen des staatlichen Sanierungsprogramms TAMA 38 werden seit einigen Jahren umfassende Renovierungen oder Neubauten finanziell gefördert. Unter dem Schlagwort Pinui Binui („Räumung und (Neu-)Bau“) sollen alte Gebäude zum Beispiel erdbebensicher gemacht werden oder durch neue ersetzt werden. Infolgedessen können sich Einkommensschwächere Wohnen in ihren bisherigen Wohnvierteln nicht mehr leisten. Diese Gentrifizierung wird zunehmend von Aktivisten kritisiert.

## Vermögen
Israel stand, laut einer Studie der Bank Credit Suisse aus dem Jahre 2017, auf Rang 29 weltweit beim nationalen Gesamtvermögen. Der Gesamtbesitz an Immobilien, Aktien und Bargeld belief sich auf insgesamt 1.054 Milliarden US-Dollar. Je erwachsene Person beträgt es 198.406 Dollar im Durchschnitt und 78.244 Dollar im Median (in Deutschland: 203.946 bzw. 47.091 Dollar). Seit dem Jahre 2000 hat sich das private Vermögen fast verdreifacht.
Insgesamt war 70,1 % des gesamten Vermögens der Bevölkerung finanzielles Vermögen und 29,9 % nicht-finanzielles Vermögen. Der Gini-Koeffizient bei der Vermögensverteilung lag 2017 bei 74,1 was auf eine relativ hohe Vermögensungleichheit hindeutet. Die obersten 10 % der israelischen Bevölkerung besaßen 64,5 % des Vermögens und die obersten 1 % besaßen 36 % des Vermögens. Insgesamt 22,3 % der Bevölkerung hatten ein privates Vermögen von weniger als 10.000 Dollar. Mitte 2018 lebten in Israel 18 Milliardäre.